# Rice County (Minnesota)
Das Rice County ist ein County im mittleren Südosten des US-amerikanischen Bundesstaates Minnesota. Im Jahr 2020 hatte das County 67.097 Einwohner und eine Bevölkerungsdichte von 52,1 Einwohnern pro Quadratkilometer. Der Verwaltungssitz (County Seat) ist Faribault.
Das Rice County gehört zur CSA (Combined Statistical Area) Minneapolis-St. Paul-St. Cloud, der erweiterten Metropolregion Minneapolis–Saint Paul.

## Geografie
Das County liegt im mittleren Südosten von Minnesota. Es hat eine Fläche von 1337 Quadratkilometern, wovon 48 Quadratkilometer Wasserfläche sind. Im Rice County mündet der Straight River in den Cannon River, einen rechten Nebenfluss des Mississippi.
An das Rice County grenzen folgende Nachbarcountys:
| Scott County    |               | Dakota County  |
| Le Sueur County |               | Goodhue County |
| Waseca County   | Steele County | Dodge County   |

## Geschichte

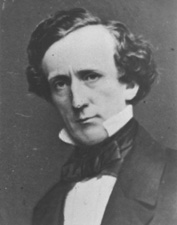
Henry Mower Rice

Das Rice County wurde am 5. März 1853 aus Teilen des Dakota County und des Wabasha County gebildet. Benannt wurde es nach Henry Mower Rice (1816–1894), einem US-amerikanischen Politiker und von 1858 bis 1863 US-Senator von Minnesota.

Zwei Orte im Rice County haben den Status einer National Historic Landmark, das O. E. Rolvaag House und die Thorstein Veblen Farmstead. 74 Bauwerke und Stätten des Countys sind insgesamt im National Register of Historic Places eingetragen (Stand 31. Januar 2018).

## Demografische Daten

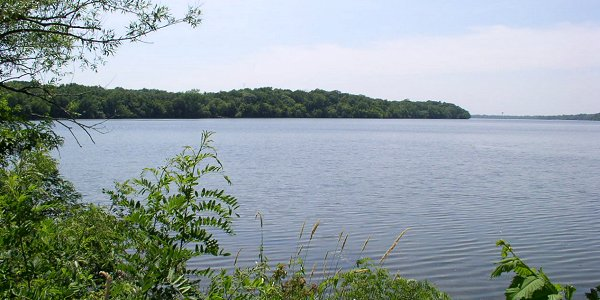
Der Sakatah Lake State Park

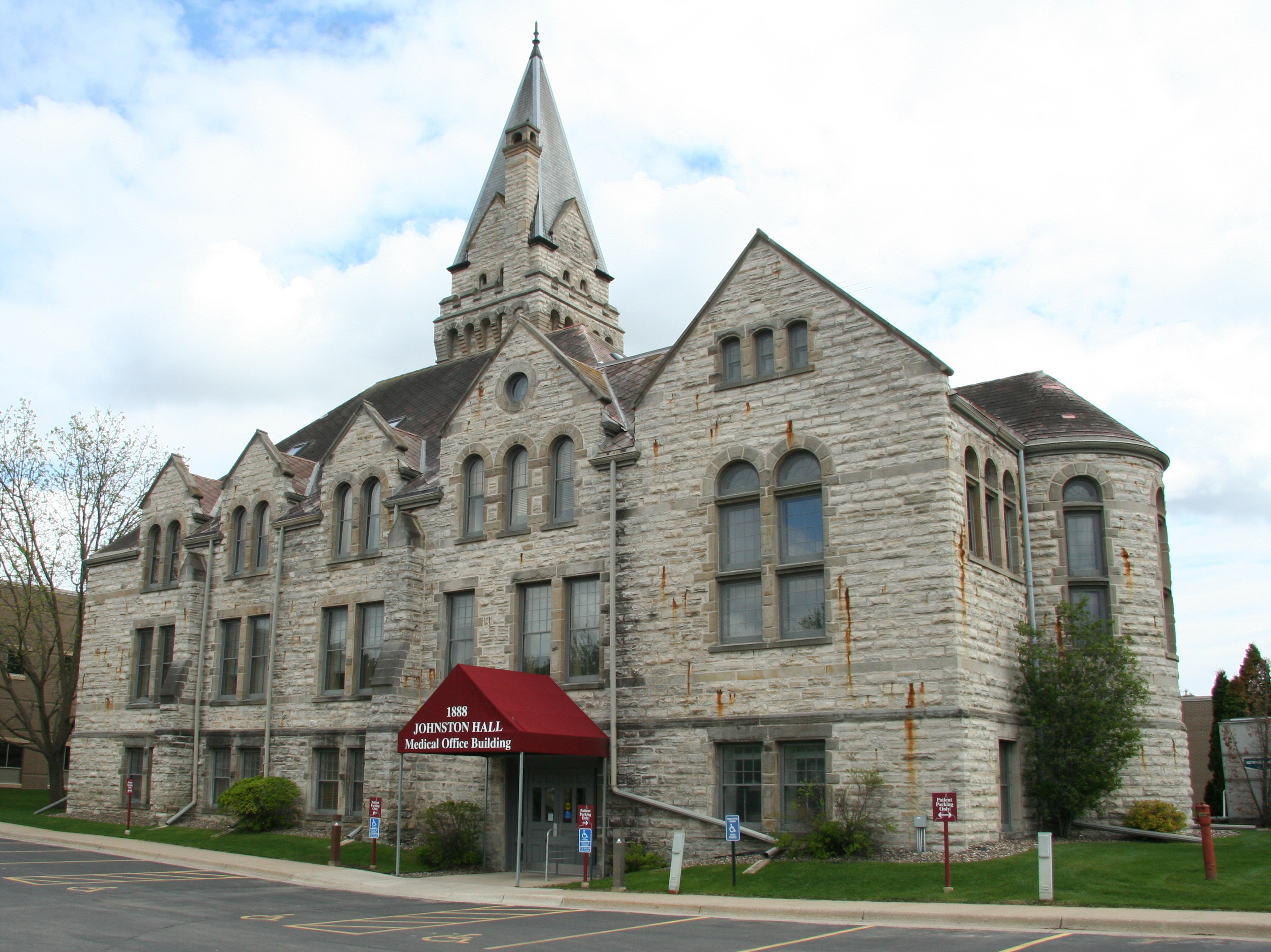
Johnston Hall-Seabury Divinity School, gelistet im NRHP

Nach der Volkszählung im Jahr 2010 lebten im Rice County 64.142 Menschen in 22.117 Haushalten. Die Bevölkerungsdichte betrug 49,8 Einwohner pro Quadratkilometer. In den 22.117 Haushalten lebten statistisch je 2,51 Personen.
Ethnisch betrachtet setzte sich die Bevölkerung zusammen aus 92,3 Prozent Weißen, 3,4 Prozent Afroamerikanern, 0,6 Prozent amerikanischen Ureinwohnern, 2,1 Prozent Asiaten, 0,1 Prozent Polynesiern sowie aus anderen ethnischen Gruppen; 1,5 Prozent stammten von zwei oder mehr Ethnien ab. Unabhängig von der ethnischen Zugehörigkeit waren 8,0 Prozent der Bevölkerung spanischer oder lateinamerikanischer Abstammung.
23,1 Prozent der Bevölkerung waren unter 18 Jahre alt, 64,2 Prozent waren zwischen 18 und 64 und 12,7 Prozent waren 65 Jahre oder älter. 48,9 Prozent der Bevölkerung war weiblich.

Das jährliche Durchschnittseinkommen eines Haushalts lag bei 59.533 USD. Das Pro-Kopf-Einkommen betrug 24.783 USD. 10,8 Prozent der Einwohner lebten unterhalb der Armutsgrenze.

## Ortschaften im Rice County
Citys
| - Dennison1 - Dundas - Faribault - Lonsdale | - Morristown - Nerstrand - Northfield2 |

Census-designated place (CDP)
- Warsaw

Andere Unincorporated Communities
| - Cannon City - Hazelwood - Little Chicago | - Moland3 - Ruskin - Veseli |

1 – teilweise im Goodhue County

2 – teilweise im Dakota County

3 – teilweise im Steele County

## Gliederung
Das Rice County ist neben den sieben Citys in 14 Townships eingeteilt:
| Township             | Einwohner (2010) | FIPS     |
| -------------------- | ---------------- | -------- |
| Bridgewater Township | 1772             | 27-07714 |
| Cannon City Township | 1215             | 27-09712 |
| Erin Township        | 859              | 27-19682 |
| Forest Township      | 1233             | 27-21680 |
| Morristown Township  | 697              | 27-44314 |
| Northfield Township  | 842              | 27-46942 |
| Richland Township    | 416              | 27-54250 |

| Township              | Einwohner (2010) | FIPS     |
| --------------------- | ---------------- | -------- |
| Shieldsville Township | 1137             | 27-59854 |
| Walcott Township      | 953              | 27-67666 |
| Warsaw Township       | 1320             | 27-68278 |
| Webster Township      | 1768             | 27-68962 |
| Wells Township        | 1594             | 27-69124 |
| Wheatland Township    | 1237             | 27-69826 |
| Wheeling Township     | 551              | 27-69862 |